# 第2戦車群
第2戦車群（だいにせんしゃぐん、JGSDF 2nd Tank Group）は、陸上自衛隊北恵庭駐屯地（北海道恵庭市）に駐屯していた北部方面隊第1戦車団隷下の機甲科（戦車）の編合部隊で1981年（昭和56年）3月24日に廃止され第72戦車連隊に改編された。

## 概要
群長は1等陸佐（二）が充てられ、群本部、本部管理中隊および5個の独立戦車中隊を編合して編成されていた。
1981年（昭和56年）3月に第7師団の機甲師団改編に伴い廃止され、第7師団隷下の第72戦車連隊（4個戦車中隊基幹）に改編された。

## 沿革
第103特車大隊
- 1954年（昭和29年）9月25日：第103特車大隊（3個中隊基幹）が北恵庭駐屯地において編成完結[1][2]。M4中戦車を装備[1]。
- 1956年（昭和31年）1月25日：第103特車大隊が第1特車群（北恵庭駐屯地）に編合。
- 1961年（昭和36年）8月：M41戦車を装備開始。

第103戦車大隊
- 1962年（昭和37年）1月18日：第103特車大隊（北恵庭駐屯地）が第103戦車大隊に称号変更。第1戦車群（北恵庭駐屯地）に編合。
- 1968年（昭和43年）12月：61式戦車を装備開始。

第2戦車群
- 1974年（昭和49年）8月1日：第103戦車大隊（北恵庭駐屯地）が廃止・改編され、第2戦車群（5個戦車中隊基幹）を北恵庭駐屯地に新編[2]。第1戦車団に編合。
- 1978年（昭和53年）7月：74式戦車を装備開始。

- 1981年（昭和56年）3月24日：第2戦車群（北恵庭駐屯地）が廃止。

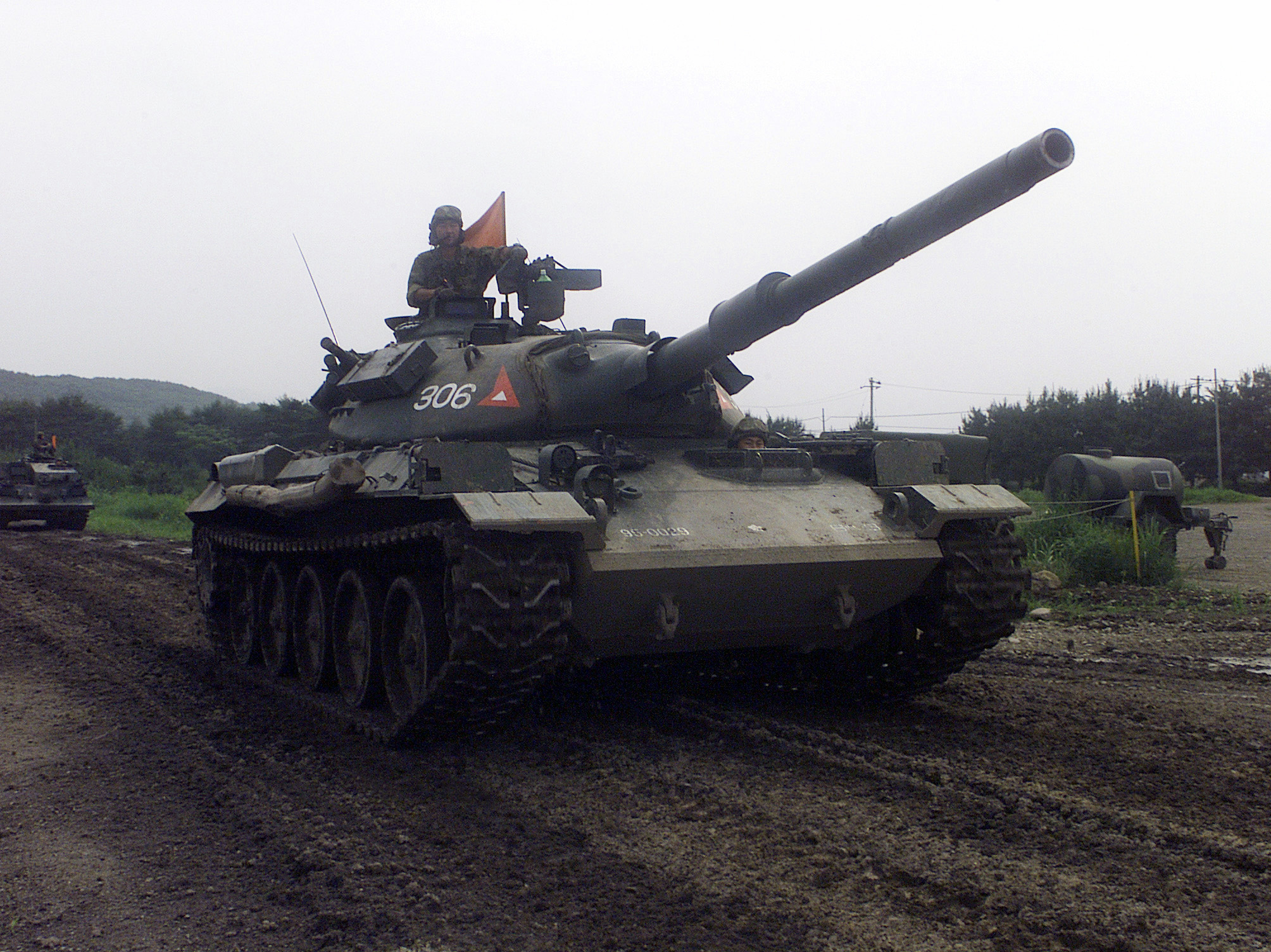
第306戦車中隊の74式戦車

## 廃止時の部隊編成
- 第2戦車群本部
- 本部管理中隊「2戦群-本」：74式戦車、73式装甲車、78式戦車回収車
- 第306戦車中隊「306戦」：74式戦車、73式装甲車
- 第307戦車中隊「307戦」：74式戦車、73式装甲車
- 第308戦車中隊「308戦」：74式戦車、73式装甲車
- 第309戦車中隊「309戦」：74式戦車、73式装甲車
- 第310戦車中隊「310戦」：74式戦車、73式装甲車

## 歴代の第2戦車群長
| 代 | 氏名     | 在職期間                        | 前職                         | 後職                  |
| -- | -------- | ------------------------------- | ---------------------------- | --------------------- |
| 01 | 水澤博   | 1974年08月01日 - 1976年03月15日 | 第1戦車群付                  | 陸上幕僚監部第3部勤務 |
| 02 | 三田誠一 | 1976年03月16日 - 1978年03月15日 | 第1戦車団本部高級幕僚        | 北部方面総監部付      |
| 03 | 井上年弘 | 1978年03月16日 - 1979年07月31日 | 陸上自衛隊幹部学校研究員     | 第4師団司令部幕僚長   |
| 末 | 内田十允 | 1979年08月01日 - 1981年03月24日 | 陸上幕僚監部人事部補任課勤務 | 第72戦車連隊長        |

## 主要装備
- M24軽戦車
- M4A3E8戦車
- M41軽戦車
- 61式戦車
- 74式戦車
- M3A1装甲車
- 60式装甲車
- 73式小型トラック
- 73式中型トラック
- 73式大型トラック
- 64式7.62mm小銃
- 11.4mm短機関銃M3A1